# Кинарос
Кинарос је мало насељено острво које припада крајње источној групи Додеканеза (Западни Мали Додеканез). Источно од Кинароса је острво Гларос, а западно двојна острва Мегало Ливади и Микро Ливади.
На острву стално живи једна становница, Ирини Кацотурци.